# Gastone Breddo

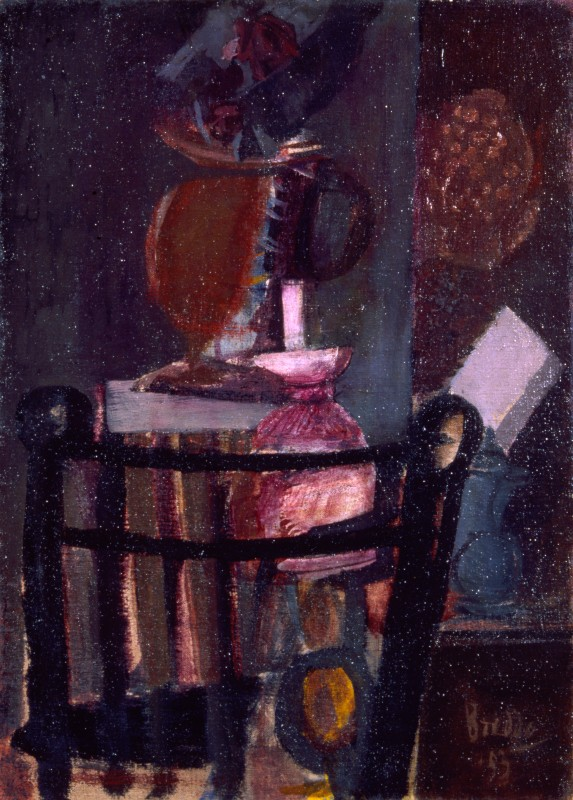
Composizione, 1953
Collezioni d'arte della Fondazione Cariplo

Gastone Breddo (Padova, 1915 – Calenzano, 11 marzo 1991) è stato un pittore italiano.

## Biografia
Figlio di un orafo e cesellatore, fu incoraggiato dal padre allo studio delle belle arti.
Negli anni 1949-1950, partecipò alla costituzione dell'importante collezione Verzocchi, sul tema del lavoro, inviando, con un autoritratto, Il ciabattino; la Collezione oggi è conservata nella Pinacoteca Civica di Forlì.
Nel 1953 concorse con l'opera Composizione al VII Premio Michetti, aggiudicandosi il premio acquisto da parte della Fondazione Cariplo.